# Ssbak
《Ssbak》是由韩国MGW公司开发的3D卡通风格的格斗游戏。
2008年2月NOWCOM宣布代理MGW开发的休闲格斗网络游戏，2008年2月26日游戏进行了第一次内侧，2008年5月7日游戏进行了第二次内侧，2008年7月16日进行了公测前的最后一次测试，2008年7月30日公测。但是公测后游戏人气急剧下降最终NOWCOM在9月至11月期间停运。
2008年11月21日MGW公司宣布名为《BigBang》（빅뱅온라인）的游戏将由MicroGames（마이크로게임즈）代理。2008年12月15日游戏正式公测。从公测的图片可以确定《BigBang》就是《Ssbak》（쌈박），而这个版本也面对同样的没有人气问题，最终在2010年前停运。